# Eurovision Song Contest 1962

Deltagande länder.

Eurovision Song Contest 1962, sändes den 18 mars 1962 från CLT Grand Auditorium de RTL i Luxemburg, i och med att Luxemburg hade vunnit året innan med låten "Nous les Amoureux" av Jean-Claude Pascal. Värd för festivalen var Mireille Delanoy. Kapellmästare var Jean Roderès. Svensk röstavläggare var Tage Danielsson.
Varje jury fick detta år ge tre poäng till sitt favoritbidrag, två poäng till andravalet och en poäng till tredjevalet. Mirelle Delanoy, som var värd, började tävlingen med att säga "God kväll" på de deltagande ländernas språk.
Frankrike vann detta år med låten Un premier amour framförd av Isabelle Aubret. Inga nya länder debuterade detta år. Det var också första gången som ett land vann för tredje gången. Sämst gick det för Belgien, Spanien, Österrike och Nederländerna som alla fyra blev poänglösa, vilket var för första gången i tävlingens historia.

## Deltagande länder

### Dirigenter
- Finland – George de Godzinsky
- Belgien – Henri Segers
- Spanien – Jean Roderès
- Österrike – Bruno Uher
- Danmark – Kai Mortensen
- Sverige – Egon Kjerrman
- Västtyskland – Rolf-Hans Müller
- Nederländerna – Dolf van der Linden
- Frankrike – Franck Pourcel
- Norge – Øivind Bergh
- Schweiz – Cédric Dumont
- Jugoslavien – Jože Privšek
- Storbritannien – Wally Stott
- Luxemburg – Jean Roderès
- Italien – Cinico Angelini
- Monaco – Raymond Lefèvre

### Återkommande artister
| Artist           | Land      | Tidigare år          | Tidigare placering |
| ---------------- | --------- | -------------------- | ------------------ |
| Fud Leclerc      | Belgien   | 1956                 | Oplacerad          |
| Fud Leclerc      | Belgien   | 1958                 | 5:e                |
| Fud Leclerc      | Belgien   | 1960                 | 6:e                |
| Camillo Felgen   | Luxemburg | 1960                 | 13:e               |
| François Deguelt | Monaco    | 1960                 | 3:e                |
| Jean Philippe    | Schweiz   | 1959 (för Frankrike) | 3:e                |

## Resultat
| Nr | Land           | Artist            | Sång                                              | Översättning | Språk          | Placering | Poäng |
| -- | -------------- | ----------------- | ------------------------------------------------- | ------------ | -------------- | --------- | ----- |
| 1  | Finland        | Marion Rung       | Tipi-tii                                          | —            | Finska         | 7         | 4     |
| 2  | Belgien        | Fud Leclerc       | Ton nom                                           | —            | Franska        | 13        | 0     |
| 3  | Spanien        | Víctor Balaguer   | Llámame                                           | —            | Spanska        | 13        | 0     |
| 4  | Österrike      | Eleonore Schwarz  | Nur in der Wiener Luft                            | —            | Tyska          | 13        | 0     |
| 5  | Danmark        | Ellen Winther     | Vuggevise                                         | —            | Danska         | 10        | 2     |
| 6  | Sverige        | Inger Berggren    | Sol och vår                                       | —            | Svenska        | 7         | 4     |
| 7  | Västtyskland   | Cornelia Froboess | Zwei kleine Italiener                             | —            | Tyska          | 6         | 9     |
| 8  | Nederländerna  | De Spelbrekers    | Katinka                                           | —            | Nederländska   | 13        | 0     |
| 9  | Frankrike      | Isabelle Aubret   | Un premier amour                                  | —            | Franska        | 1         | 26    |
| 10 | Norge          | Inger Jacobsen    | Kom sol, kom regn                                 | —            | Norska         | 10        | 2     |
| 11 | Schweiz        | Jean Philippe     | Le retour                                         | —            | Franska        | 10        | 2     |
| 12 | Jugoslavien    | Lola Novaković    | Ne pali svetla u sumrak (Не пали светла у сумрак) | —            | Serbokroatiska | 4         | 10    |
| 13 | Storbritannien | Ronnie Carroll    | Ring-A-Ding Girl                                  | —            | Engelska       | 4         | 10    |
| 14 | Luxemburg      | Camillo Felgen    | Petit bonhomme                                    | —            | Franska        | 3         | 11    |
| 15 | Italien        | Claudio Villa     | Addio, addio                                      | —            | Italienska     | 9         | 3     |
| 16 | Monaco         | François Deguelt  | Dis rien                                          | —            | Franska        | 2         | 13    |

## Omröstningen
Omröstningen var inte särskilt spännande detta år. Luxemburg tog ledningen efter första omgången, och Jugoslavien och Frankrike gick upp jämsides i andra omgången. Frankrike tog sedan ledningen i omgången efter och var därifrån aldrig hotat. Bidraget vann med dubbel poäng över Monaco som kom tvåa.
| Röster (→) Bidrag (↓) | Totalt | MC | IT | LU | UK | YU | CH | NO | FR | NL | DE | SE | DK | AT | ES | BE | FI |
| --------------------- | ------ | -- | -- | -- | -- | -- | -- | -- | -- | -- | -- | -- | -- | -- | -- | -- | -- |
| Finland               | 4      |    |    |    | 3  |    |    | 1  |    |    |    |    |    |    |    |    |    |
| Belgien               | 0      |    |    |    |    |    |    |    |    |    |    |    |    |    |    |    |    |
| Spanien               | 0      |    |    |    |    |    |    |    |    |    |    |    |    |    |    |    |    |
| Österrike             | 0      |    |    |    |    |    |    |    |    |    |    |    |    |    |    |    |    |
| Danmark               | 2      |    | 1  |    |    |    |    |    |    |    |    | 1  |    |    |    |    |    |
| Sverige               | 4      |    |    |    |    |    |    |    |    | 1  |    |    | 3  |    |    |    |    |
| Västtyskland          | 9      | 2  |    |    | 2  |    |    |    |    | 2  |    |    | 1  |    |    |    | 2  |
| Nederländerna         | 0      |    |    |    |    |    |    |    |    |    |    |    |    |    |    |    |    |
| Frankrike             | 26     | 1  | 2  | 1  | 1  | 3  | 3  | 3  |    |    | 3  | 3  |    | 2  | 2  | 2  |    |
| Norge                 | 2      |    |    |    |    |    |    |    | 2  |    |    |    |    |    |    |    |    |
| Schweiz               | 2      |    |    |    |    |    |    |    |    |    | 2  |    |    |    |    |    |    |
| Jugoslavien           | 10     |    | 3  |    |    |    |    |    | 3  |    |    | 2  |    |    |    | 1  | 1  |
| Storbritannien        | 10     |    |    |    |    | 2  | 2  |    |    |    |    |    | 2  |    | 1  |    | 3  |
| Luxemburg             | 11     | 3  |    |    |    |    | 1  |    |    |    |    |    |    | 1  | 3  | 3  |    |
| Italien               | 3      |    |    | 2  |    | 1  |    |    |    |    |    |    |    |    |    |    |    |
| Monaco                | 13     |    |    | 3  |    |    |    | 2  | 1  | 3  | 1  |    |    | 3  |    |    |    |